# Aclista fuscinervis
Aclista fuscinervis är en stekelart som först beskrevs av Jean-Jacques Kieffer 1909.  Aclista fuscinervis ingår i släktet Aclista, och familjen hyllhornsteklar. Arten är reproducerande i Sverige.